# بوبا كاربنتر
بوبا كاربنتر (بالإنجليزية: Bubba Carpenter)‏ هو لاعب كرة قاعدة أمريكي، ولد في 23 يوليو 1968 في دالاس في الولايات المتحدة.

## وصلات خارجية
- بوبا كاربنتر على موقعبيزبول رفرنس.كوم (الدوري الرئيسي) (الإنجليزية)